# Österreichisches Museum für Volkskunde

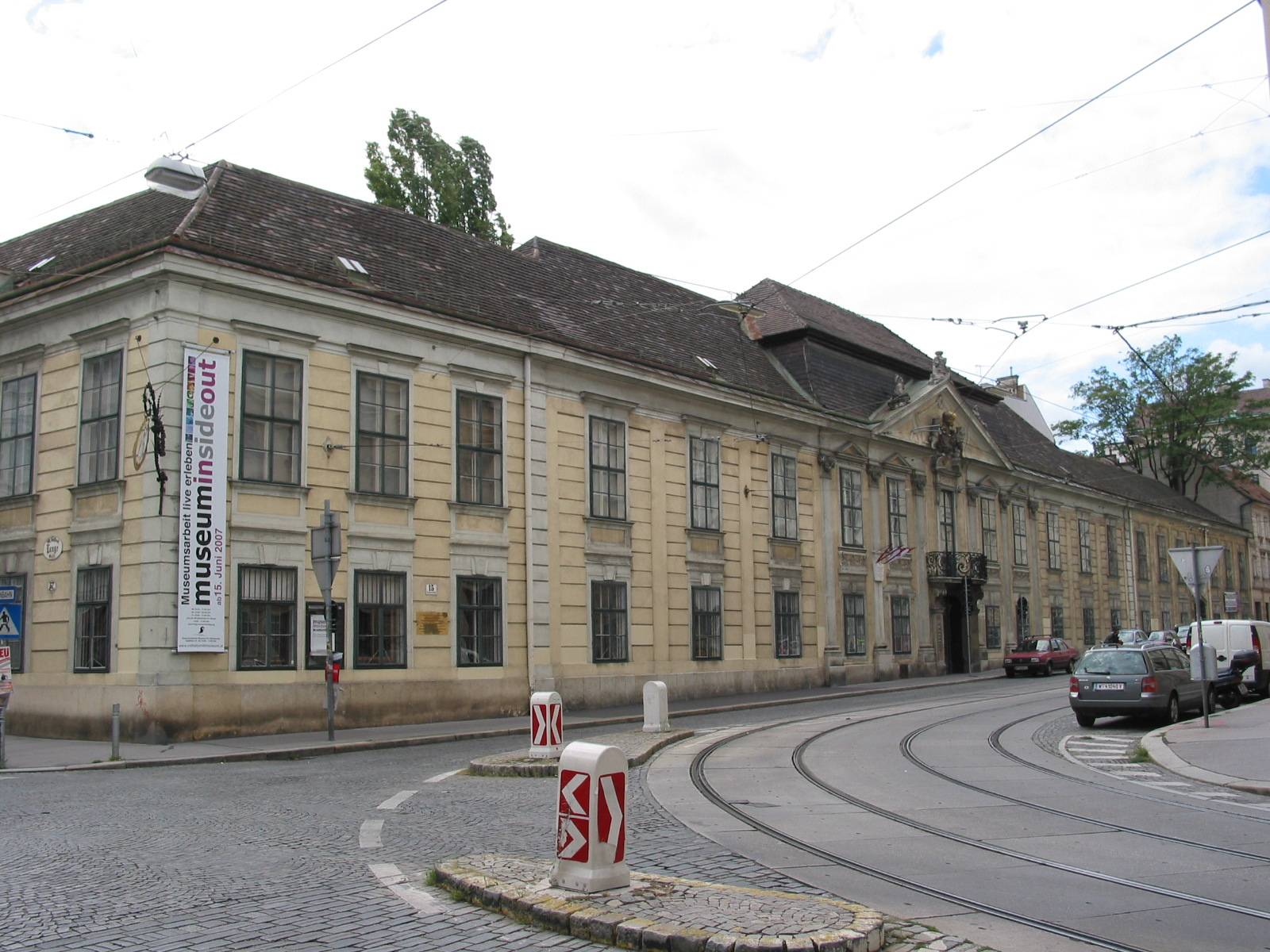
Het Österreichisches Museum für Volkskunde.

Het Österreichisches Museum für Volkskunde is het grootste museum voor volkskunde van Oostenrijk, gevestigd in de hoofdstad Wenen aan de Laudongasse 15-19. De collectie van het museum bevat onder andere de Völkertafel.
Het museum werd in 1895 gesticht door Michael Haberlandt en Wilhelm Hein, beiden beambten aan de prehistorisch-etnografische afdeling van Naturhistorisches Museum Wien, dat wetenschappelijk met de in de 1870 opgerichte Anthropologische Gesellschaft in Wien was verbonden. De rechtspersoon was de in 1894 opgerichte Verein für Volkskunde. De collecties beslaan alle gebieden van het voormalige Oostenrijk-Hongarije, maar tot de inventaris behoren ook voorwerpen afkomstig uit talrijke andere Europese landen (bijvoorbeeld de collectie van Eugenie Goldstern). Sinds 1917 is het museum in Paleis Schönborn ondergebracht. Na moeilijkheden door de neergang van de Dubbelmonarchie en de politieke nadering van het nationaalsocialisme bracht de vooral door toenmalig directeur Leopold Schmidt nagestreefde nieuwe oriëntering een consolidatie. In 1972 volgde de stichting van het Ethnographisches Museum in Kittsee met een tentoonstelling van de volkskunde van Oost- en Zuid-Europa. Onder Klaus Beitl behaalde het museum een nieuwe opleving en werd de permanente expositie opnieuw ingericht. In het tijdperk van Franz Grieshofer werden de tentoonstellingsactiviteiten nog geïntensiveerd, het museum ervoer een professionele opening en een internationale inrichting. Sinds 2006 leidt Margot Schindler het museum. 